# Richard Thomas (acteur)
Pour les articles homonymes, voir Richard Thomas et Thomas.
Richard Thomas est un acteur, producteur et réalisateur américain, né le 13 juin 1951 à New York, New York (États-Unis).
Il est surtout connu pour son rôle de chef d'orchestre John-Boy Walton dans le drame La Famille des collines , pour lequel il a remporté un Emmy Award et reçu des nominations pour un autre Emmy Award et deux Golden Globe Awards .
De 2013 à 2016, il a joué dans la série dramatique FX The Americans .

## Biographie
Richard Thomas naît le 13 juin 1951 à Manhattan, fils de Barbara (née Fallis) et Richard S. Thomas. Ses parents sont des danseurs du New York City Ballet et possèdent une école de ballet à New York. 
Il a fréquenté l'école Allen Stevenson et l'école McBurney à Manhattan. Il avait sept ans quand il a fait ses débuts à Broadway Sunrise à Campobello (1958), jouant John Roosevelt, fils du futur président américain Franklin Delano Roosevelt.

### Vie privée
Il épouse Alma Gonzales, une américaine d'origine mexicaine le 14 février 1975. Ils ont un fils, Richard Francisco, né en 1976, et trois filles : Barbara Ayala, Gweneth Gonzales et Pilar Alma, nées toutes les trois le 26 août 1981. La famille habite à Hollywood Hills. Ils divorcent en 1993.
Il épouse ensuite Georgiana Bischoff, un marchand d'art, le 20 novembre 1994. ils ont un fils, Montana James Thomas, né le 28 juillet 1996. Bischoff avait déjà deux filles issues de mariages antérieurs, Brooke Murphy et Kendra Kneifer.

## Carrière
Il commence sa carrière à la télévision en 1959, dans la série Maison de poupée avec Julie Harris, Christopher Plummer et Hume Cronyn.
Il commence ensuite à apparaître dans des feuilletons tels que The Edge of Night, A Flame in the Wind et As The World Turns.
Il débute au cinéma en 1969 dans le film sur les courses automobiles Virages avec Paul Newman et Dernier Été avec Bruce Davison et Barbara Hershey. 
Il est reconnu à l'échelle nationale pour sa prestation dans la série télévisée La Famille des collines, basée sur la vraie vie de l'écrivain Earl Hamner, Jr, où il joue jusqu'au 17 mars 1977. Il quitte la série et son rôle est repris par Robert Wightman. Il remporte l'Emmy pour le meilleur acteur dans une série dramatique en 1973.
En 1972, il joue dans You'll Like My Mother face à Patty Duke. Deux ans plus tard, il joue dans le téléfilm La Conquête du courage.
En 1979, il tourne dans À l'Ouest, rien de nouveau.
En 1990, il joue la version adulte du personnage de Bill dans la mini-série "Il" est revenu adapté du roman Ça de Stephen King.
En 1993, il joue le rôle-titre dans une production artistique de Richard II, et le rôle de Richard Farley dans Harcèlement fatal.
En 1995, il tourne avec Maureen O'Hara et Annette O'Toole dans le téléfilm The Christmas Box.
De 1997 à 1998, il joue dans la série Les Anges du bonheur
Au début des années 2000, il apparaît dans une production londonienne de Yasmina Reza avec Judd Hirsch. Il joue également dans le film de Curtis Hanson : Wonder Boys
En 2021, il est présent aux côtés de Sandra Bullock et Aisling Franciosi dans le film Impardonnable réalisé par Nora Fingscheidt. 

## Filmographie

### Cinéma
- 1969 : Virages (Winning) de James Goldstone : Charley
- 1969 : Dernier Été (Last Summer) de Frank Perry : Peter
- 1971 : Red Sky at Morning (en) de James Goldstone : Joshua Arnold
- 1971 : The Todd Killings (en) de Barry Shear : Billy Roy
- 1971 : Cactus in the Snow de A. Martin Zweiback : Harley MacIntosh
- 1972 : You'll Like My Mother (en) de Lamont Johnson : Kenny
- 1977 : September 30, 1955 de James Bridges: Jimmy J
- 1980 : Les Mercenaires de l'espace (Battle Beyond the Stars) de Jimmy T. Murakami : Shad
- 1993 : Harcèlement fatal (I Can Make You Love Me) de Michael Switzer : Richard Farley
- 2000 : Wonder Boys de Curtis Hanson : Walter Gaskell
- 2000 : Ticket gagnant (The Million Dollar Kid) de Neil Mandt : Ted Hunter
- 2009 : Hôtel Woodstock d'Ang Lee : Révérend Don
- 2015 : Anesthesia de Tim Blake Nelson : Mr Werth
- 2021 : Impardonnable (The Unforgivable) de Nora Fingscheidt : Michael Malcolm

### Télévision

#### Séries télévisées
- 1959 : DuPont Show of the Month (en): Oliver Twist
- 1961 : The Edge of Night : Ben Schultz, Jr.
- 1961 : Les Accusés (The Defenders) : Johnny Remington
- 1961 : From These Roots (en) : Richard
- 1961 : Way Out (en) : Jeremy Keeler
- 1961 : Great Ghost Tales (en) : Conradin
- 1964 - 1965 : A Flame in the Wind (en) : Chris Austen
- 1965 : Seaway (en) : Martin Anderson
- 1966 - 1967 : As the World Turns : Thomas Christopher 'Tommy / Tom' Hughes
- 1969 - 1970 : Docteur Marcus Welby (Marcus Welby, M.D.) : Dennis Alan Graham
- 1970 : Médecins d'aujourd'hui (Medical Center) : Toby Tavormina
- 1970 : Bracken's World (en) : Alan
- 1970 : Bonanza : Billy
- 1971 : Sur la piste du crime (The F.B.I.) : John 'Chill' Chilton
- 1971 - 1978 : La Famille des collines (The Waltons) : John-Boy Walton
- 1972 : Night Gallery : Ian Evans
- 1979 : Racines 2 : Les Nouvelles Générations (Roots: The Next Generations) : Jim Warner
- 1982 / 1990 : American Playhouse (en) : Kenneth Talley Jr. / Cal Porter
- 1990 : Les Contes de la crypte (Tales from the Crypt) : Dr Trask
- 1990 : "Il" est revenu (It) :William 'Stuttering Bill' Denbrough
- 1994 : Million Dollar Babies : Oliva-Edouard Dionne (voix)
- 1995 : Au-delà du réel : L'aventure continue (The Outer Limits) : Dr Stephen Ledbetter
- 1996 : West Virginia : Narrateur
- 1997 - 1998 : Les Anges du bonheur (Touched by an Angel) : Joe Greene
- 1997 - 1998 : Promised Land (en) : Joe Greene
- 1998 : The Adventures of Swiss Family Robinson (en) : David Robinson
- 1999 : The Practice : Donnell et Associés (The Practice) : Walter Arens
- 2001 : New York, unité spéciale (Law and Order : Special Victims Unit) (saison 2, épisode 21) : Daniel Varney
- 2002 - 2003 : En quête de justice (Just Cause) : Hamilton Whitney III
- 2003 : Century City : Dr Brezak
- 2006 : Rêves et Cauchemars (Nightmares and Dreamscapes : From the Stories of Stephen King) : Howard Cottrell
- 2009 : New York, police judiciaire (Law & Order) (saison 20, épisode 5) : Roger Jenkins
- 2011 : Rizzoli and Isles (Rizzoli & Isles) : Professeur Dwayne Cravitz
- 2011 : BloodHounds, Inc : Robert Hunter
- 2013 : FBI : Duo très spécial (White Collar) : William Wolcott
- 2013 - 2015 : The Americans : Frank Gaad
- 2013 : New York, unité spéciale (saison 14, épisode 23) : Nat Randolph
- 2014 : The Good Wife : Ed Pratt
- 2016 : Elementary (saison 5 épisode 4) : Mitch Barret
- 2021 : Tell Me Your Secrets : Bodie Lord
- 2022 : Ozark : Nathan, Père de Wendy et Ben

#### Téléfilms
- 1958 : The Christmas Tree de Kirk Browning : Joey
- 1959 : A Doll's House (en) de George Schaefer : Ivor
- 1958 : Give Us Barabbas de George Schaefer : Le garçon
- 1971 : The Homecoming: A Christmas Story de Fielder Cook : John-Boy Walton
- 1973 : The Thanksgiving Story de Philip Leacock :
- 1974 : The Red Badge of Courage de Lee Philips : Henry Fleming
- 1975 : The Silence de Joseph Hardy : Cadet James Pelosi
- 1978 : Getting Married (en) de Steven Hilliard Stern : Michael Carboni
- 1979 : À l'Ouest, rien de nouveau (All Quiet on the Western Front) de Delbert Mann : Paul Baumer
- 1979 : No Other Love de Richard Pearce : Andrew Madison
- 1979 : Bloody Kids de Stephen Frears : Leo
- 1980 : To Find My Son de Delbert Mann : David Benjamin
- 1981 : Berlin Tunnel 21 de Richard Michaels : Lieutenant Sandy Mueller
- 1982 : Barefoot in the Park de Harvey Medlinsky : Paul Bratter
- 1982 : Johnny Belinda de Anthony Page : William Richmond
- 1983 : Living Proof: The Hank Williams, Jr. Story (en) de Dick Lowry : Hank Williams, Jr.
- 1983 : Hobson's Choice de Gilbert Cates : Will Mossup
- 1984 : The Master of Ballantrae de Douglas Hickox : Henry Durrie
- 1985 : Perdus dans la ville (en) (Final Jeopardy) (TV) de Michael Pressman : : Marty Campbell
- 1988 : La Délivrance (Go toward the light) de Mike Robe : Greg Madison
- 1989 : Glory! Glory! (en) de Lindsay Anderson : Rev. Bobby Joe
- 1990 : Common Ground de Mike Newell : Colin Diver
- 1991 : Nom de code : Requin (Mission of the Shark : The Saga of the U.S.S. Indianapolis) de Robert Iscove : Lieutenant Steven Scott
- 1991 : Le Messager de l'espoir (Yes, Virginia, there is a Santa Claus) de Charles Jarrott : James O'Hanlan
- 1992 : Des héros par milliers (Crash Landing : The Rescue of Flight 232) de Lamont Johnson : Gary Brown
- 1992 : Lincoln de Peter W. Kunhardt et James A. Edgar : John Hay (voix)
- 1993 : Innocentes Victimes (Precious Victims) de Peter Levin : Don Weber
- 1993 : Linda (en) de Nathaniel Gutman : Paul Cowley
- 1993 : A Walton Thanksgiving Reunion d'Harry Harris (en) : John-Boy Walton
- 1994 : To Save the Children de Steven Hilliard Stern : David Young
- 1995 : Le Retour des envahisseurs (The Invaders) de Paul Shapiro : Jerry Thayer
- 1995 : Death in Small Doses (en) de Sondra Locke : Richard Lyon
- 1995 : A Walton Wedding de Robert Ellis Miller : John-Boy
- 1995 : Aux portes de l'enfer (Down, Out & Dangerous) de Noel Nosseck : Tim Willows
- 1995 : The Christmas Box (en) de Marcus Cole : Richard Evans
- 1996 : Un amour plus fort que tout (What Love Sees) de Michael Switzer : Gordon Holly
- 1996 : Timepiece de Marcus Cole : Richard Evans
- 1997 : A Walton Easter de Bill Corcoran : John-Boy Walton
- 1997 : Mille hommes et un bébé (A Thousand Men and a Baby) de Marcus Cole : Dr Hugh 'Bud' Keenan
- 1997 : Inondations: Un fleuve en colère (Flood : A River's Rampage) de Bruce Pittman : Herb Dellenbach
- 1998 : Big and Hairy de Philip Spink : Victor Dewlap
- 1999 : La Véritable histoire de Laura Ingalls (en) (Beyond the Prairie: The True Story of Laura Ingalls Wilder) de Marcus Cole : Charles Ingalls
- 2000 : In the Name of the People (en) de Peter Levin : Jack Murphy
- 2000 : Le Village du père Noël (en) (The Christmas Secret) de Ian Barry : Jerry McNeil
- 2002 : Le Rêve d'Anna (Anna's Dream) de Colin Bickley : Rod Morgan
- 2002 : Beyond the Prairie, Part 2: The True Story of Laura Ingalls Wilder de Marcus Cole : Charles Ingalls
- 2005 : Le cap des amoureux (es) (Annie's Point) de Michael Switzer : Richard Eason
- 2006 : Cœurs sauvages (Wild Hearts) de Steve Boyum : Bob
- 2011 : Time After Time de Gary Harvey : Dick Kerm
- 2011 : The Making of Bloodhounds, Inc. de Tom Logan : Robert Hunter
- 2012 : Écoutez votre cœur (The Music Teacher) de Ron Oliver : Ray

### Producteur
- 1983 : Living Proof: The Hank Williams, Jr. Story (en) de Dick Lowry (téléfilm)
- 1996 : Summer of Fear de Mike Robe (téléfilm)
- 1996 : Un amour plus fort que tout (What Love Sees) de Michael Switzer (téléfilm)
- 2000 : La Montre à remonter le temps (For All Time) de Michael Switzer (téléfilm)
- 2000 : Camping with Camus de Alan D'Arcy Erson (court métrage)

### Réalisateur
- 1975-1975 : La Famille des collines (The Waltons) (série TV)